# Det grymma landet
För andra betydelser, se Det grymma landet (olika betydelser).
Det grymma landet (originaltitel: Badlands) är en amerikansk dramafilm från 1973 i regi av Terrence Malick med Martin Sheen och Sissy Spacek i huvudrollerna.
Filmen är en dramatisering av Charles Starkweathers och Caril Ann Fugates handlingar under 1950-talet där Starkweather mördar Fugates hela familj och tillsammans med henne iscensätter en mördande resa genom Nebraska och Wyoming.

## Rollista
| Martin Sheen     | – Kit Carruthers |
| Sissy Spacek     | – Holly Sargis   |
| Warren Oates     | – Father         |
| Ramon Bieri      | – Cato           |
| Alan Vint        | – Deputy         |
| Gary Littlejohn  | – Sheriff        |
| John Carter      | – Rich Man       |
| Bryan Montgomery | – Boy            |